# Stara Kornica
Stara Kornica es una localidad situada en el municipio homónimo, en el distrito de Łosice, Mazovia (Polonia). Según el censo de 2021, tiene una población de 1096 habitantes.
Es la localidad principal del municipio Se sitúa aproximadamente 11 km al sureste de Łosice y 127 km al este de Varsovia.